# Cynoglossus semilaevis
Cynoglossus semilaevis is een straalvinnige vissensoort uit de familie van hondstongen (Cynoglossidae). De wetenschappelijke naam van de soort is voor het eerst geldig gepubliceerd in 1873 door Günther.